# Pop psicodélico
Pop psicodélico (português brasileiro) ou psicadélico (português europeu) (também conhecido pelo termo inglês psychedelic pop) é um estilo musical inspirado no rock psicodélico aplicado mais estilo da música pop.